# Deutsche Tourenwagen-Masters 2000
Die Deutsche Tourenwagen-Masters 2000 war die erste Saison der Deutschen Tourenwagen-Masters (DTM). Der erste Lauf fand am 28. Mai 2000 auf dem Hockenheimring und das Saisonfinale fand am 29. Oktober ebenfalls auf dem Hockenheimring statt.
Insgesamt wurden 18 Rennen in Deutschland gefahren. Es wurden jeweils zwei Läufe an einem der 9 Rennwochenenden durchgeführt.
Gesamtsieger wurde Bernd Schneider im AMG-Mercedes CLK DTM mit 221 Punkten. Für Schneider war es der zweite Titelgewinn nach 1995.

## Starterfeld
Folgende Fahrer sind in der Saison gestartet:
| Nr. | Fahrer             | Team                    | Fahrzeug             | Rennwochenende |
| --- | ------------------ | ----------------------- | -------------------- | -------------- |
| 1   | Bernd Schneider    | D2 AMG-Mercedes         | AMG-Mercedes CLK DTM | alle           |
| 2   | Thomas Jäger       | D2 AMG-Mercedes         | AMG-Mercedes CLK DTM | alle           |
| 3   | Uwe Alzen          | Opel-Team Holzer        | Opel Astra V8 Coupé  | alle           |
| 4   | Joachim Winkelhock | Opel-Team Holzer        | Opel Astra V8 Coupé  | alle           |
| 5   | Klaus Ludwig       | Warsteiner AMG-Mercedes | AMG-Mercedes CLK DTM | alle           |
| 6   | Marcel Fässler     | Warsteiner AMG-Mercedes | AMG-Mercedes CLK DTM | alle           |
| 7   | Manuel Reuter      | Opel-Team Phoenix       | Opel Astra V8 Coupé  | alle           |
| 8   | Michael Bartels    | Opel-Team Phoenix       | Opel Astra V8 Coupé  | alle           |
| 9   | Laurent Aïello     | Abt Sportsline          | Abt-Audi TT-R        | 1, 3–9         |
| 10  | Christian Abt      | Abt Sportsline          | Abt-Audi TT-R        | 1, 3–9         |
| 11  | Éric Hélary        | Opel-Team Holzer        | Opel Astra V8 Coupé  | alle           |
| 12  | Christian Menzel   | Opel-Team Irmscher      | Opel Astra V8 Coupé  | alle           |
| 14  | Pedro Lamy         | Team Rosberg            | AMG-Mercedes CLK DTM | 1              |
| 15  | Darren Turner      | Team Rosberg            | AMG-Mercedes CLK DTM | 1              |
| 16  | Stefano Modena     | Euroteam                | Opel Astra V8 Coupé  | alle           |
| 17  | Timo Scheider      | Opel-Team Holzer        | Opel Astra V8 Coupé  | alle           |
| 18  | Marcel Tiemann     | Persson Motorsport      | AMG-Mercedes CLK DTM | alle           |
| 19  | Peter Dumbreck     | Persson Motorsport      | AMG-Mercedes CLK DTM | alle           |
| 20  | Kris Nissen        | Abt Sportsline          | Abt-Audi TT-R        | alle           |
| 21  | James Thompson     | Abt Sportsline          | Abt-Audi TT-R        | 2, 5–9         |
| 22  | Steffen Schulz     | Opel-Team Holzer        | Opel Astra V8 Coupé  | —              |
| 23  | Roland Asch        | Abt Sportsline          | Abt-Audi TT-R        | 2              |
| 24  | Pedro Lamy         | Team Rosberg            | AMG-Mercedes CLK DTM | 2–9            |
| 42  | Darren Turner      | Team Rosberg            | AMG-Mercedes CLK DTM | 2–9            |

1. 1 2  Das Team Rosberg startete die Rennsaison zunächst ohne Sponsor mit den Startnummern 14 und 15. Mit Eintritt des Sponsors „Service 24“ wurden aus Marketing-Gründen die Startnummern auf 24 und 42 geändert.

Alle Teams verwendeten Reifen von Dunlop.

## Rennkalender und Ergebnisse
| Runde | Runde  | Rennstrecke                                | Datum         | Distanz    | Pole-Position      | Schnellste Runde                       | Sieger                                 | Fahrzeug                               |
| ----- | ------ | ------------------------------------------ | ------------- | ---------- | ------------------ | -------------------------------------- | -------------------------------------- | -------------------------------------- |
| 1     | Lauf 1 | Rennsport-Festival Hockenheimring          | 28. Mai       | 102,345 km | Bernd Schneider    | Bernd Schneider                        | Bernd Schneider                        | AMG-Mercedes CLK DTM                   |
| 1     | Lauf 2 | Rennsport-Festival Hockenheimring          | 28. Mai       | 83,173 km  |                    | Bernd Schneider                        | Bernd Schneider                        | AMG-Mercedes CLK DTM                   |
| 2     | Lauf 1 | ADAC-Preis von Sachsen-Anhalt Oschersleben | 18. Juni      | 102,676 km | Manuel Reuter      | Bernd Schneider                        | Manuel Reuter                          | Opel Astra V8 Coupé                    |
| 2     | Lauf 2 | ADAC-Preis von Sachsen-Anhalt Oschersleben | 18. Juni      | 102,676 km |                    | Manuel Reuter                          | Manuel Reuter                          | Opel Astra V8 Coupé                    |
| 3     | Lauf 1 | Norisring Speedweekend Norisring           | 9. Juli       | 101,200 km | Joachim Winkelhock | Christian Menzel                       | Joachim Winkelhock                     | Opel Astra V8 Coupé                    |
| 3     | Lauf 2 | Norisring Speedweekend Norisring           | 9. Juli       | 101,200 km |                    | Éric Hélary                            | Bernd Schneider                        | AMG-Mercedes CLK DTM                   |
| 4     | Lauf 1 | ADAC-Preis Sachsenring Sachsenring         | 4. August     | 101,580 km | Klaus Ludwig       | Marcel Fässler                         | Klaus Ludwig                           | AMG-Mercedes CLK DTM                   |
| 4     | Lauf 2 | ADAC-Preis Sachsenring Sachsenring         | 4. August     | 81,264 km  |                    | Bernd Schneider                        | Klaus Ludwig                           | AMG-Mercedes CLK DTM                   |
| 5     | Lauf 1 | Großer Preis der Tourenwagen Nürburgring   | 20. August    | 100,232 km | Bernd Schneider    | Bernd Schneider                        | Bernd Schneider                        | AMG-Mercedes CLK DTM                   |
| 5     | Lauf 2 | Großer Preis der Tourenwagen Nürburgring   | 20. August    | 100,232 km |                    | Bernd Schneider                        | Bernd Schneider                        | AMG-Mercedes CLK DTM                   |
| 6     | Lauf 1 | Rundstreckenrennen Lausitzring Lausitzring | 3. September  |            | Bernd Schneider    | Rennen wurde wegen Starkregen abgesagt | Rennen wurde wegen Starkregen abgesagt | Rennen wurde wegen Starkregen abgesagt |
| 6     | Lauf 2 | Rundstreckenrennen Lausitzring Lausitzring | 3. September  |            |                    | Rennen wurde wegen Starkregen abgesagt | Rennen wurde wegen Starkregen abgesagt | Rennen wurde wegen Starkregen abgesagt |
| 7     | Lauf 1 | ADAC-Preis von Niedersachsen Oschersleben  | 24. September | 91,675 km  | Bernd Schneider    | Bernd Schneider                        | Uwe Alzen                              | Opel Astra V8 Coupé                    |
| 7     | Lauf 2 | ADAC-Preis von Niedersachsen Oschersleben  | 24. September | 102,676 km |                    | Bernd Schneider                        | Bernd Schneider                        | AMG-Mercedes CLK DTM                   |
| 8     | Lauf 1 | Eifelrennen Nürburgring                    | 8. Oktober    | 100,122 km | Joachim Winkelhock | Uwe Alzen                              | Manuel Reuter                          | Opel Astra V8 Coupé                    |
| 8     | Lauf 2 | Eifelrennen Nürburgring                    | 8. Oktober    | 100,122 km |                    | Joachim Winkelhock                     | Manuel Reuter                          | Opel Astra V8 Coupé                    |
| 9     | Lauf 1 | ADAC-Preis Hockenheim Hockenheimring       | 29. Oktober   | 102,345 km | Manuel Reuter      | Manuel Reuter                          | Uwe Alzen                              | Opel Astra V8 Coupé                    |
| 9     | Lauf 2 | ADAC-Preis Hockenheim Hockenheimring       | 29. Oktober   | 102,345 km |                    | Bernd Schneider                        | Uwe Alzen                              | Opel Astra V8 Coupé                    |

## Meisterschaftsergebnisse

### Punktesystem
Punkte wurden an die ersten 10 klassifizierten Fahrer in folgender Anzahl vergeben:
| Platz  | 1. | 2. | 3. | 4. | 5. | 6. | 7. | 8. | 9. | 10. |
| Punkte | 20 | 15 | 12 | 10 | 8  | 6  | 4  | 3  | 2  | 1   |

### Fahrerwertung
Insgesamt kamen 19 Fahrer in die Punktewertung.
| Platz | Fahrer             | HOC1 | HOC1 | OSC1 | OSC1 | NOR | NOR | SAC | SAC | NÜR1 | NÜR1 | LAU | LAU | OSC2 | OSC2 | NÜR2 | NÜR2 | HOC2 | HOC2 | Punkte |
| ----- | ------------------ | ---- | ---- | ---- | ---- | --- | --- | --- | --- | ---- | ---- | --- | --- | ---- | ---- | ---- | ---- | ---- | ---- | ------ |
| 1     | Bernd Schneider    | 1    | 1    | 3    | 12   | 4   | 1   | 3   | 3   | 1    | 1    | C   | C   | 2    | 1    | 2    | 4    | 2    | DNF  | 221    |
| 2     | Manuel Reuter      | 3    | 13   | 1    | 1    | 3   | 2   | 13* | 11  | 5    | 5    | C   | C   | 3    | 2    | 1    | 1    | 16   | DNF  | 162    |
| 3     | Klaus Ludwig       | 9    | 9    | 8    | 11   | 2   | 3   | 1   | 1   | 2    | 2    | C   | C   | 6    | 3    | 12   | DNF  | DNF  | 11   | 122    |
| 4     | Marcel Fässler     | 2    | 2    | 9    | 3    | 13  | 7   | 10  | 4   | 3    | 3    | C   | C   | DNF  | 12   | 4    | 2    | 5    | DNF  | 116    |
| 5     | Joachim Winkelhock | 10   | 6    | 2    | 2    | 1   | 4   | DNF | 10  | 9    | 19   | C   | C   | DNF  | DNF  | 5    | 5    | 3    | 2    | 113    |
| 6     | Uwe Alzen          | DNF  | DNS  | DNF  | 9    | 8   | 6   | DNF | DNF | 10   | 13   | C   | C   | 1    | 4    | 3    | 6    | 1    | 1    | 100    |
| 7     | Michael Bartels    | 8    | 3    | 18   | DNF  | 5   | 5   | 6   | 6   | 14   | 10   | C   | C   | 7    | 5    | 6    | 8    | 4    | 3    | 87     |
| 8     | Peter Dumbreck     | 5    | 5    | 11   | 5    | 14  | 9   | 2   | 2   | 6    | 12   | C   | C   | DNF  | 6    | 10   | 9    | 7    | DNF  | 75     |
| 9     | Éric Hélary        | DNF  | 7    | 4    | 10   | 15  | 15  | 4   | 16* | 8    | 7    | C   | C   | 4    | 10   | 14   | DNF  | 6    | 7    | 53     |
| 10    | Marcel Tiemann     | 6    | 12   | 10   | 6    | 6   | DNF | 5   | 5   | 13   | 6    | C   | C   | DNF  | 7    | 18   | 12   | 15   | 5    | 53     |
| 11    | Thomas Jäger       | 7    | 14   | 6    | 4    | 7   | 13  | DNF | 9   | 7    | 17   | C   | C   | DNS  | 8    | 7    | 3    | 12   | 8    | 52     |
| 12    | Timo Scheider      | 4    | 4    | 5    | 7    | 12  | 11  | 7   | 7   | 16   | 11   | C   | C   | 8    | 9    | 11   | 16   | 11   | DNF  | 45     |
| 13    | Pedro Lamy         | 11   | DNF  | 7    | 8    | 9   | 8   | DNF | 12  | 4    | 4    | C   | C   | DNS  | DNS  | 8    | 13   | 8    | 10   | 39     |
| 14    | Darren Turner      | 12   | 8    | 13   | DNF  | 11  | 12  | 8   | 8   | 15   | 8    | C   | C   | DNS  | DNS  | 13   | 11   | 10   | 6    | 19     |
| 15    | Stefano Modena     | 13   | 10   | 12   | DNF  | 10  | 10  | 14  | DNF | 19   | 15   | C   | C   | DNF  | DNS  | DNF  | DNS  | 9    | 4    | 15     |
| 16    | Laurent Aïello     | 15   | DNS  |      |      | DNF | DNS | 12  | 14  | 11   | 14   | C   | C   | 5    | 11   | 9    | 7    | DNF  | DNS  | 14     |
| 17    | Christian Menzel   | 14   | 11   | 14   | DNF  | 16  | DNF | 9   | 13  | 17   | 9    | C   | C   | DNF  | DNF  | 17   | 10   | DNF  | DNS  | 5      |
| 18    | James Thompson     |      |      | 17   | DNS  |     |     |     |     | 12   | 16   | C   | C   | 9    | DNF  | 15   | DNF  | 13   | 9    | 4      |
| 19    | Christian Abt      | DNF  | DNF  |      |      | DNF | DNS | DNF | DNS | 18   | 18   | C   | C   | 10   | DNF  | 19   | 14   | DNF  | DNF  | 1      |
| 20    | Kris Nissen        | 16   | DNF  | 16   | 13*  | DNF | 14  | 11  | 15  | DNF  | DNF  | C   | C   | 11   | DNF  | 16   | 15   | 14   | DNF  | 0      |
| 21    | Roland Asch        |      |      | 15   | DNF  |     |     |     |     |      |      |     |     |      |      |      |      |      |      | 0      |
| Platz | Fahrer             | HOC1 | HOC1 | OSC1 | OSC1 | NOR | NOR | SAC | SAC | NÜR1 | NÜR1 | LAU | LAU | OSC2 | OSC2 | NÜR2 | NÜR2 | HOC2 | HOC2 | Punkte |

| Legende  | Legende            | Legende                                                          |
| Farbe    | Abkürzung          | Bedeutung                                                        |
| -------- | ------------------ | ---------------------------------------------------------------- |
| Gold     | –                  | Sieg                                                             |
| Silber   | –                  | 2. Platz                                                         |
| Bronze   | –                  | 3. Platz                                                         |
| Grün     | –                  | Platzierung in den Punkten                                       |
| Blau     | –                  | Klassifiziert außerhalb der Punkteränge                          |
| Violett  | DNF                | Rennen nicht beendet (did not finish)                            |
| Violett  | NC                 | nicht klassifiziert (not classified)                             |
| Rot      | DNQ                | nicht qualifiziert (did not qualify)                             |
| Rot      | DNPQ               | in Vorqualifikation gescheitert (did not pre-qualify)            |
| Schwarz  | DSQ                | disqualifiziert (disqualified)                                   |
| Weiß     | DNS                | nicht am Start (did not start)                                   |
| Weiß     | WD                 | zurückgezogen (withdrawn)                                        |
| Hellblau | PO                 | nur am Training teilgenommen (practiced only)                    |
| Hellblau | TD                 | Freitags-Testfahrer (test driver)                                |
| ohne     | DNP                | nicht am Training teilgenommen (did not practice)                |
| ohne     | INJ                | verletzt oder krank (injured)                                    |
| ohne     | EX                 | ausgeschlossen (excluded)                                        |
| ohne     | DNA                | nicht erschienen (did not arrive)                                |
| ohne     | C                  | Rennen abgesagt (cancelled)                                      |
| ohne     | keine WM-Teilnahme |                                                                  |
| sonstige | P/fett             | Pole-Position                                                    |
| sonstige | 1/2/3/4/5/6/7/8    | Punktplatzierung im Sprint-/Qualifikationsrennen                 |
| sonstige | SR/kursiv          | Schnellste Rennrunde                                             |
| sonstige | *                  | nicht im Ziel, aufgrund der zurückgelegten Distanz aber gewertet |
| sonstige | ()                 | Streichresultate                                                 |
| sonstige | unterstrichen      | Führender in der Gesamtwertung                                   |